# Pražský manifest (1521)
Pražský manifest (německy Prager Manifest) aneb Protest ve věci Čechů je název prvního z teoretických spisů německého revolučního teologa Thomase Müntzera sepsaného v listopadu (na svátek Všech svatých) roku 1521 v Praze.

## Obsah
Thomas Müntzer se v Praze usadil v červnu 1521 poté, do jej Městská rada Cvikově propustila z jeho funkce pastora ze strachu z veřejných nepokojů, kterým by Muntzerova plamenná kázání nebyla cizí. 
Manifest se skládá ze tří částí: 
- formulace teologického systému
- kritika současné podoby
- konečné proroctví

Ve svém manifestu Müntzer poprvé popisuje hlavní rysy své nauky, která je prostoupena mystikou a očekáváním příchodu Posledního soudu.
Zároveň v něm obviňuje papežskou církev z toho, že se „duchovním cizoložstvím stala děvkou“ a že se prezentuje jako „kněží a opice“ (v orig. „Pfaffen und Affen“).
Müntzer volá po „nové církvi“, která by „hájila Boží slovo“. Stěžoval si, že kněží správně nesdělují Boží slovo věřícím z kazatelny. Podstatou spisu je, že vyvolení mohli zažít osvícení pouze skrze Ducha svatého, bez ohledu na slova Písma.
Celkové vyznění textu je silně agresivní, namířené jak proti vůdcům reformace, je určitou předehrou k rozchodu s Lutherem, tak proti římské církvi. Müntzer nuznává rozdíl mezi mysticismem a praktickým smýšlením a kritizuje Luthera, že nezašel dostatečně daleko. Text měl značné společenské a politické konotace a důsledky. 

## Textové varianty
Manifest se dochoval ve dvou německých ručně psaných verzích (v krátké a delší revizi), dále v latině pro potřebu humanistů, se shrnutím v němčině a v a neúplném českém rukopisu z roku 1522 pro potřebu prostého lidu.

## Vydání
- Thomas Müntzer: Prager Manifest. Einführung von Max Steinmetz. Mit einem Beitrag zur Textgeschichte von Friedrich de Boor. Textneufassung u. Übers. von Winfried Trillitzsch. Faks. der lateinischen Originalhandschrift aus der Forschungsbibliothek Gotha. Leipzig: Zentralantiquariat der DDR 1975.